# 비보이를 사랑한 발레리나
비보이를 사랑한 발레리나(Ballerina Who Loved a B-boy)는 저작권자 작가 최윤엽(본명 최희일)이 창작하여 연출 제작한 대한민국 순수 창작품으로 2005년 12월 9일 공표된 무언극 뮤지컬이다. 2007년 에딘버러 프렌지 페스티벌(30회 공연) 2050개 출품작 가운데 대표작품으로 선정되어 영국의 주요 일간지에 커버스토리 및 풀페이지 전면 사진과 전면 기사로 다뤄졌으며 세계적인 언론으로부터 21세기형 "로미오와 줄리엣" 또는 "문화혁명"이라 평가 받은 작품이기도 하다. 2008년 뉴욕 브로드웨이 50회 공연을 포함해 일본, 중국, 싱가포르 등 해외 투어공연을 하였다. 할리우드 인기 스타 웨슬리 스나입스, 브로드웨이의 뮤지컬계 거장으로 불리는 Marc Routh 등 해외 유명인사 이명박, 오세훈, 고건... 등 유명 정치인, 이병헌, 고현정, 최민수, 박재범 등 인기스타 및 재계, 종교계, 사회 저명인사들이 대거 관람한 화제작이다. 현재까지 공연중이며 뉴욕 브로드웨이 상설공연을 추진중에 있다.